# 法戈 (伊利諾伊州)
法戈（英語：Fargo）是位於美國伊利諾伊州布朗縣的一個非建制地區。該地的面積和人口皆未知。

## 地理
法戈的座標為40°58′25″N 90°51′17″W / 40.97361°N 90.85472°W，而該地的平均海拔高度為227米（即745英尺）。